# Katarsis
Katarsis – litewski zespół muzyczny, założony w 2020 roku. W skład zespołu wchodzą: Lukas Radzevičius, Emilija Kandratavičiūtė, Alanas Brasas i Jokūbas Andriulis. Reprezentanci Litwy w 69. Konkursie Piosenki Eurowizji (2025).

## Historia

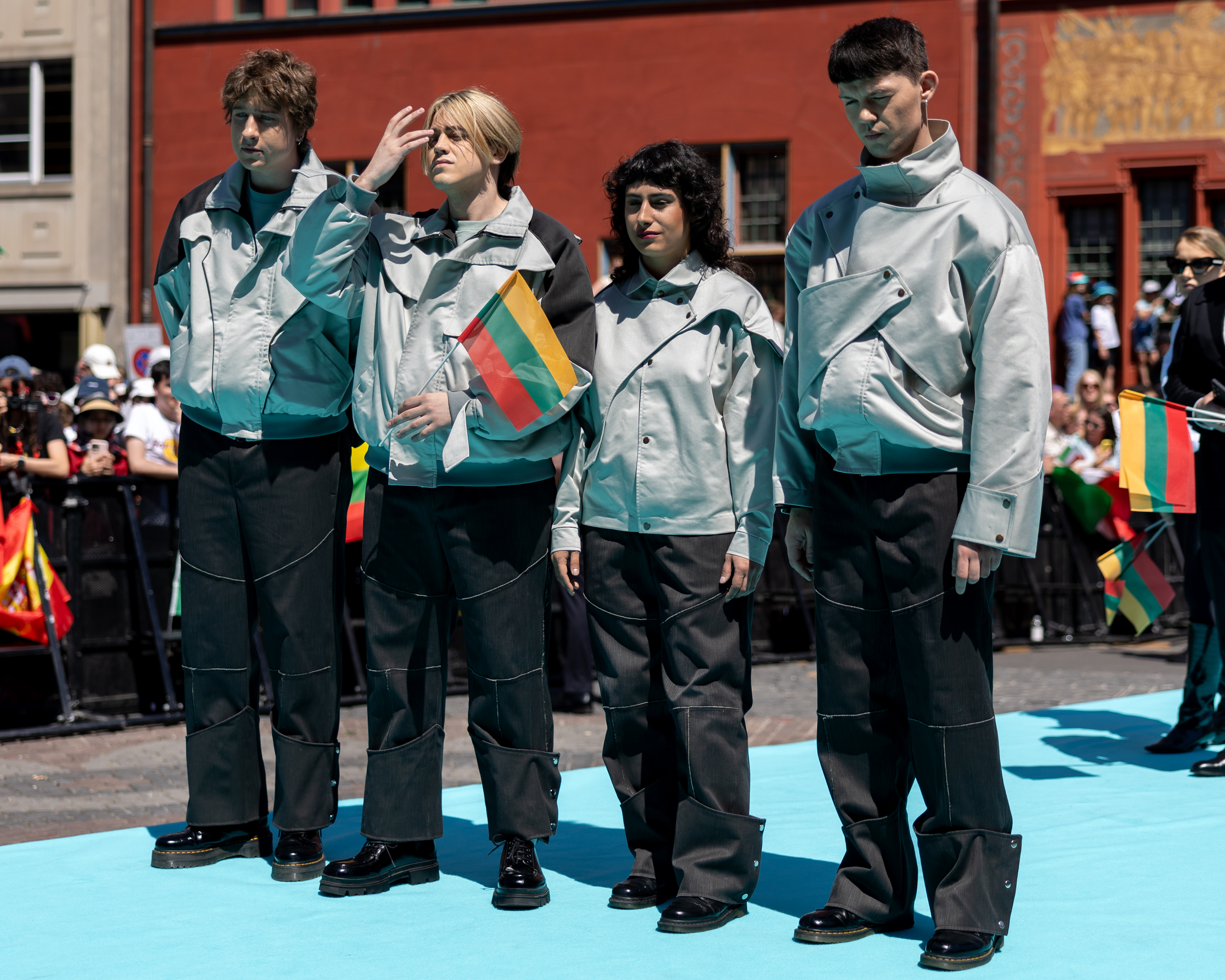
Katarsis podczas ceremonii otwarcia 69. Konkursu Piosenki Eurowizji w Bazylei (2025)

Zespół powstał w 2020 z incjatywy Lukasa Radzevičiusa. Szerszą popularność przyniósł im singel „Vasarą galvoj minoras”, wydany w październiku 2020 który finalnie w 2022 zadebiutował na liście Singlų Top 100. W 2024 wydali debiutancki minialbum Dausos.
16 lutego 2025 z piosenką „Tavo akys”, zwyciężyli finał litewskich preselekcji Eurovizija.lt, uzyskując tym samym prawo do reprezentowania Litwy w Konkursie Piosenki Eurowizji 2025 w Bazylei. 15 maja wystąpili w drugim półfinale i awansowali do finału. 17 maja w finale konkursu zajęli 16. miejsce zdobywszy 96 punktów, w tym 34 pkt od jury (20. miejsce) i 62 pkt od widzów (13. miejsce).

## Dyskografia

### Minialbumy
| Rok  | Dane dot. minialbumu                                                                            |
| ---- | ----------------------------------------------------------------------------------------------- |
| 2024 | Dausos - Wydany: 24 maja 2024 - Wytwórnia: niezależne - Format: CD, digital download, streaming |

### Single
| Rok                                                      | Tytuł                         | Najwyższe pozycje na listach | Najwyższe pozycje na listach | Album  |
| Rok                                                      | Tytuł                         | LTU                          | LTU Air.                     | Album  |
| -------------------------------------------------------- | ----------------------------- | ---------------------------- | ---------------------------- | ------ |
| 2020                                                     | „Niekas”                      | 96                           | –                            | –      |
| 2020                                                     | „Vasarą galvoj minoras”       | 4                            | –                            | –      |
| 2020                                                     | „Spengia galvoje”             | 75                           | –                            | –      |
| 2022                                                     | „Rasa”                        | –                            | –                            | –      |
| 2022                                                     | „Des”                         | 44                           | –                            | –      |
| 2023                                                     | „Ėda”                         | –                            | –                            | –      |
| 2023                                                     | „Būsi”                        | –                            | –                            | –      |
| 2023                                                     | „Praradau tave”               | 20                           | –                            | –      |
| 2024                                                     | „Pamiršau žiūrėt į paukščius” | 41                           | –                            | Dausos |
| 2024                                                     | „Dingo”                       | –                            | –                            | –      |
| 2025                                                     | „Tavo akys”                   | 1                            | 90                           | –      |
| 2025                                                     | „Balta meilė”                 | 9                            | –                            | –      |
| 2025                                                     | „Kas man be jūros”            | 32                           | –                            | –      |
| „–” oznacza, że singel nie był notowany na danej liście. |                               |                              |                              |        |